# Sinfonía n.º 87 (Haydn)

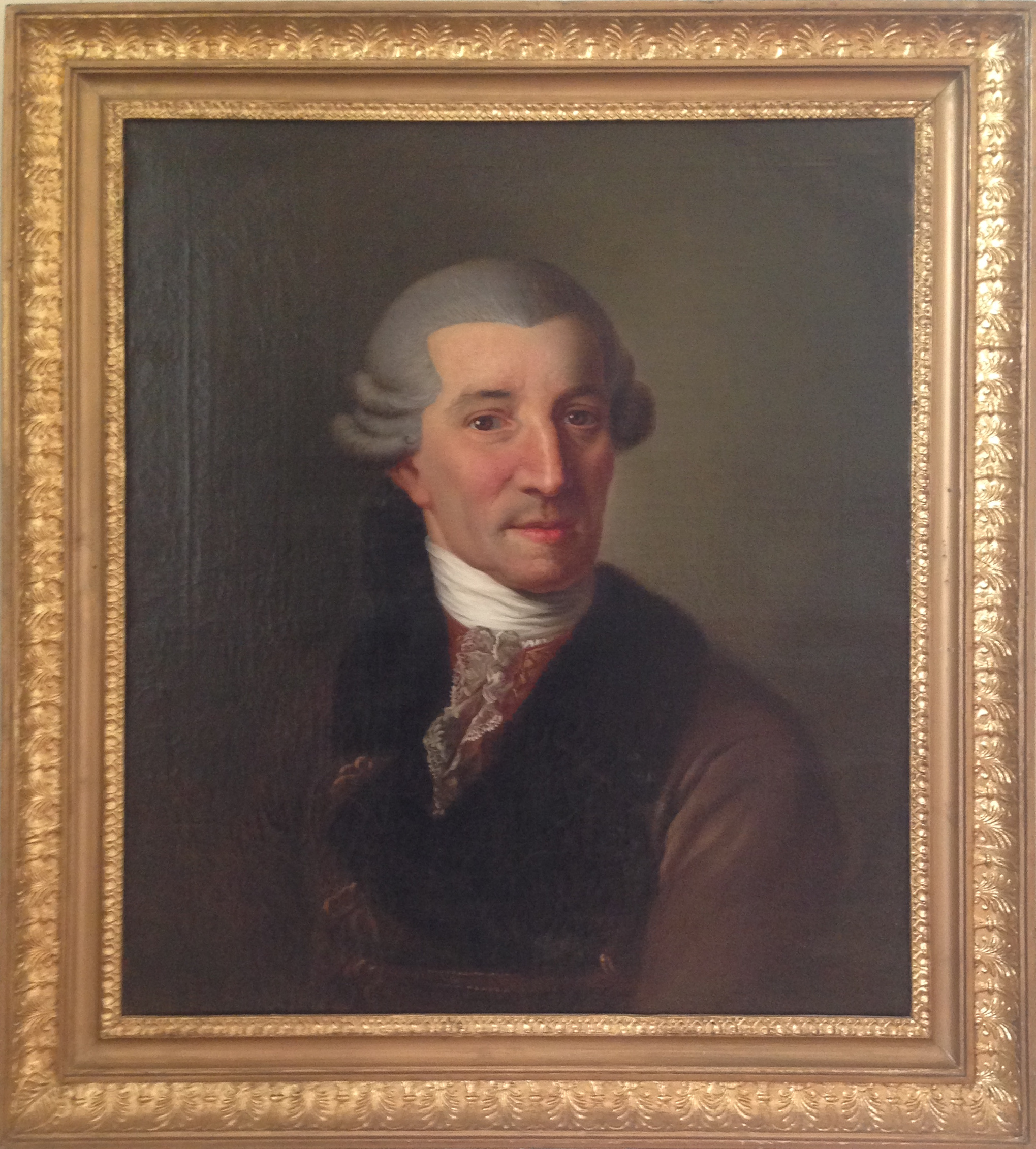
Haydn en 1785.

La Sinfonía n.º 87 en la mayor, Hob. I:87 fue compuesta por Joseph Haydn en 1785. Es la sexta y última de las denominadas Sinfonías de París (n.º 82 a 87).

## Historia

### Composición
La producción sinfónica del maestro austríaco puede dividirse a grandes rasgos en tres bloques temporales: el primer bloque (1757-1761) se corresponde con su periodo al servicio del conde Carl von Morzin (n.º 1 - n.º 5); el segundo bloque en la corte Esterházy (1761-1790 pero con la última sinfonía para el público de Esterházy en 1781); y el tercer bloque (1782-1795) comprende las Sinfonías de París (n.º 82 - n.º 87) y las Sinfonías de Londres (n.º 93 - n.º 104). El 1 de mayo de 1761 el compositor firmó su contrato como vice-kapellmeister (más tarde kapellmeister) de la familia Esterházy, que nominalmente duró 48 años, hasta su muerte.
La composición de esta pieza se desarrolló en 1785. Se conserva la partitura manuscrita autógrafa. El Concert de la Loge Olympique (Concierto de la Logia Olímpica) era una sociedad musical parisina, de ahí el nombre del conjunto Sinfonías de París. Su ciclo de conciertos fue instituido en 1780 y se contaba entre los más prestigiosos de Francia. María Antonieta asistía en ocasiones, al igual que varios funcionarios de la corte de Versalles. En 1784 el Consejo de administración del Concert de la Loge Olympique pidió a Haydn que escribiera seis sinfonías para su ciclo. Era el primer encargo extranjero recibido por el compositor, que había pasado la mayor parte de su vida profesional al servicio de los Esterházy. Entre 1784 y 1786 el maestro austríaco compuso las seis Sinfonías de París (n.º 82 - 87).
Este conjunto marca un punto de inflexión en la carrera del compositor. En aquel momento Haydn experimentaba una especie de monotonía compositiva en sus creaciones para la corte de Esterházy, mientras que las consideraciones comerciales le dificultaban experimentar en las obras que escribía a instancias de los editores. No es difícil entender por qué el compositor aceptó el encargo de estas sinfonías. Le dieron la oportunidad de estirar sus alas musicales, experimentar para crear algo personal y original a una escala mucho mayor que llegaría a un público más amplio que las obras destinadas a los Esterházy. La n.º 87, a pesar de su numeración como la última de las seis, fue concebida como la primera de la serie según se desprende de una carta fechada el 2 de agosto de 1787 a su editor, Artaria.

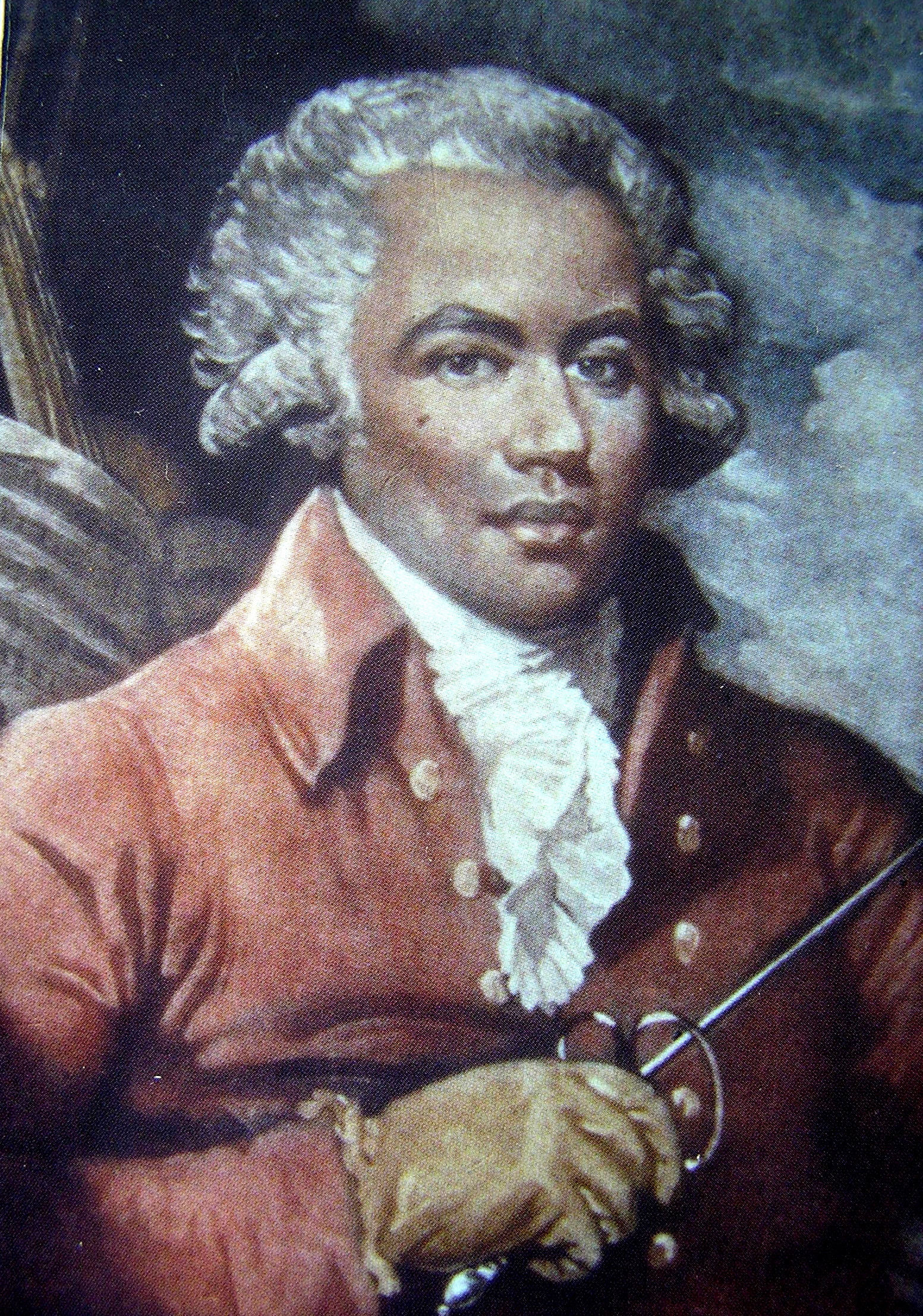
Joseph Boulogne, director del estreno.

### Estreno y publicación
El estreno se celebró en 1787 en París con la interpretación del Concert de la Loge Olympique, dirigida por el célebre músico mulato, Joseph Boulogne, Chevalier de Saint-Georges.
La primera edición fue llevada a cabo en diciembre de 1787 por la editorial Artaria en Viena. Se publicó como la número 3 bajo la denominación 3 Symphonies, Op. 52. Haydn solicitó a su editor vienés, Artaria & Co., que publicara las obras en el siguiente orden: 87, 85, 83, 84, 86 y 82. Pero su deseo no fue concedido, ya que la edición parisina de 1788 las coloca en el orden que conocemos en la actualidad.

## Instrumentación
La partitura está escrita para una orquesta formada por:
- Viento madera: 1 flauta, 2 oboes y 2 fagotes.
- Viento metal: 2 trompas.
- Cuerda: una sección de cuerdas con 2 violines, viola, violonchelo y contrabajo.

Las Sinfonías de París se crearon para la gran orquesta de la Loge Olympique, que fue el mayor conjunto orquestal que Haydn tuvo jamás a su disposición. Incluía una gran sección de cuerdas de hasta 40 violines y diez contrabajos. Además contaba con refuerzos para las partes de las maderas con hasta cuatro efectivos de cada viento madera. En las seis sinfonías de esta serie, a excepción de la n.º 87, la mayor "prominencia [es] conferida a los instrumentos de viento madera". Las Sinfonías n.º 82 y 86 son las únicas de la colección que amplían el conjunto orquestal con trompetas y timbales.
En cuanto a la participación del clavecín como bajo continuo en las sinfonías de Haydn existen diversas opiniones entre los estudiosos: James Webster se sitúa en contra; Hartmut Haenchen a favor; Jamie James en su artículo para The New York Times presenta diferentes posiciones por parte de Roy Goodman, Christopher Hogwood, H. C. Robbins Landon y James Webster. A partir de 2019 la mayor parte de las orquestas con instrumentos modernos no utiliza el clavecín como continuo. No obstante, existen grabaciones con clavecín en el bajo continuo realizadas por: Trevor Pinnock (Sturm und Drang Symphonies, Archiv, 1989-1990); Nikolaus Harnoncourt (n.º 6–8, Das Alte Werk, 1990); Sigiswald Kuijken (incluidas las Sinfonías de París y Londres; Virgin, 1988-1995); Roy Goodman (Ej. n.º 1-25, 70-78; Hyperion, 2002).

## Estructura y análisis
La sinfonía consta de cuatro movimientos:
- I. Vivace, en la mayor 4
4
- II. Adagio, en re mayor 3
4
- III. Menuet – Trio, en la mayor 3
4
- IV. Finale. Vivace, en la mayor 2
2

La interpretación de esta obra dura aproximadamente entre 20 y 25 minutos. Como si se tratara de un estudio para el público parisino, Haydn mantuvo la partitura con una especial sencillez, de tal modo que la obra se ve hoy un tanto eclipsada por sus hermanas.

### I.Vivace
El primer movimiento, Vivace, está escrito en la tonalidad de la mayor, en compás de 4/4 y sigue la forma sonata. Se abre con un animado Vivace sin introducción lenta. El animado y alegre tema principal impulsa el movimiento con una sensación de energía y robustez. El segundo tema, aunque arranca con fuerza en las cuerdas, es en comparación tenue y ligero, por lo que contrasta bien con el tema principal. Tras una repetición de los materiales temáticos, la sección de desarrollo empieza con el segundo tema, presentado ahora con más vigor, en la menor. La música crea aquí cierta tensión antes de ceder el paso a una deliciosa repetición del material principal. A primera vista, parece haber sido elaborado sin los rasgos habituales en Haydn. La única sorpresa es una desconcertante pausa general en el desarrollo una vez finalizada la actividad en el acorde de sol sostenido mayor en pianissimo, un tanto distante. Pero observando sólo esta circunstancia, se puede adivinar por qué Haydn logró asombrar a su "nuevo público" parisino: lo interesante no es la pausa general, sino el hecho de abordar un acorde de sol sostenido mayor en una sinfonía en la mayor. De este modo, Haydn ofrece algo para todos: el "susto de una pausa general" para los que "sólo" quieren entretenerse con la música y una astuta modulación para los que buscan "diversión analítica". Al fin y al cabo, el genio de Haydn se encuentra también en su acierto a la hora de mezclar " de forma imperceptible" ambas cosas.

### II.Adagio
El segundo movimiento, Adagio, está en re mayor y en compás de 3/4. El núcleo principal de la sinfonía reside en su melodioso movimiento lento con el diálogo entre la flauta solista y el oboe solista. El tema principal con carácter de ensoñación se oye en las cuerdas aunque no son tan preponderantes, mientras que flauta, oboe y fagot comparten buena parte del protagonismo. La melodía varía un poco a lo largo de la obra y su segundo tema, presentado por el oboe, es un poco más vibrante sin romper con la serenidad de la música que lo rodea.

### III.Menuet– Trio
El tercer movimiento, Menuet – Trio, está en la mayor y en compás de 3/4. El minueto es enérgico y elegante en sus secciones exteriores, mientras que el trío interior es juguetón y más íntimo. El rasgo principal del trío es un encantador solo de oboe que sobrepasa el mi agudo.

### IV.Finale.Vivace
El cuarto y último movimiento, Finale. Vivace, retoma la tonalidad inicial y el compás es alla breve. El Finale es un rondó, cuyo alegre tema principal y el material relacionado nunca pierden su vitalidad ni su color. La escritura de Haydn divulga algunos elementos contrapuntísticos imaginativos a medida que desarrolla el tema principal en la segunda mitad de este fugaz movimiento. El Finale se desarrolla en la misma cadencia que el movimiento de apertura. Si el primero era extremadamente "ligero y trepidante", este lo es aún más: sólo algunos silencios son capaces de frenar su ímpetu.